# جائزة كومبور شاتوبريان

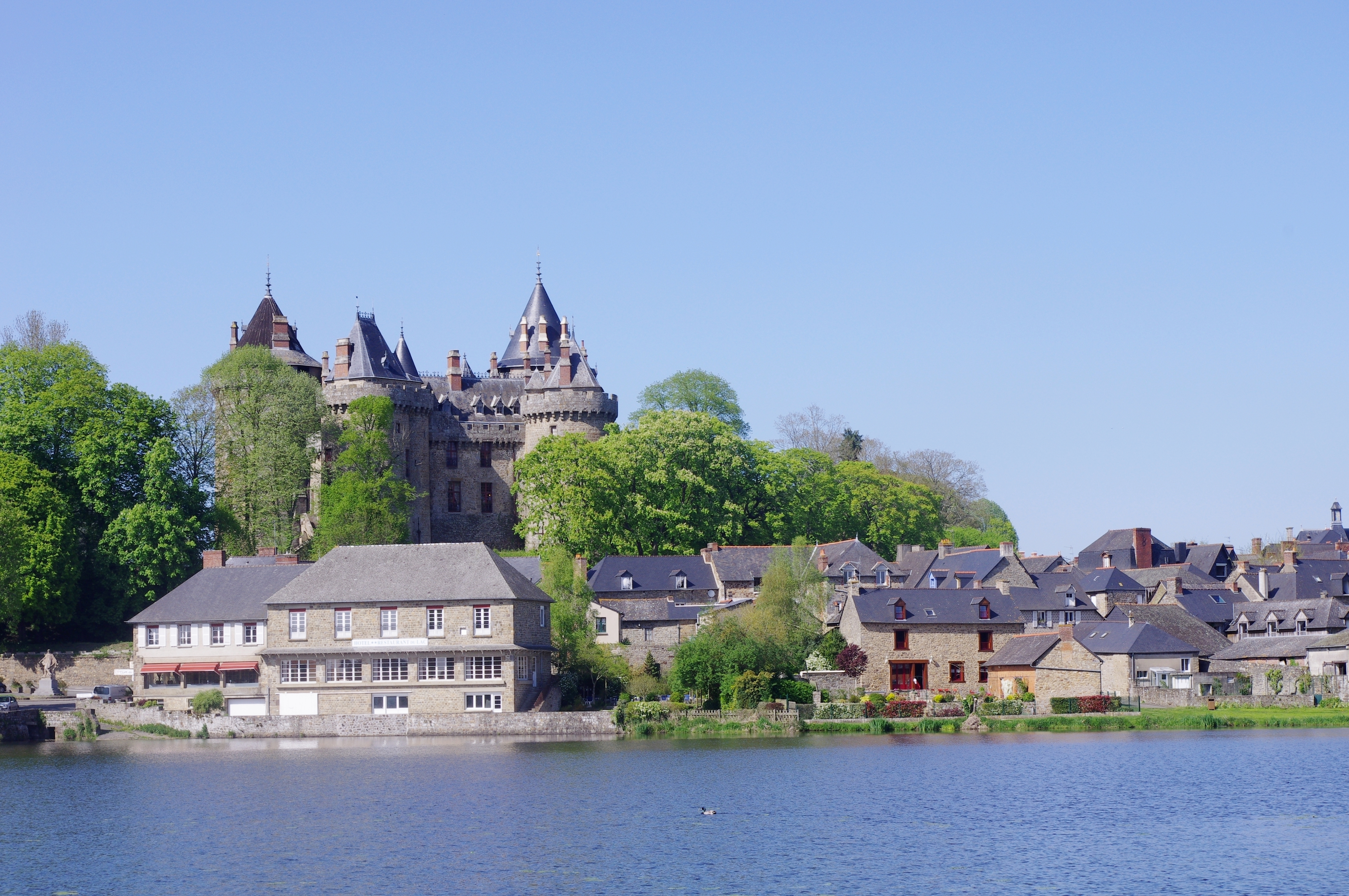
قصر كومبور، مقل لجنة جائزة كومبور شاتوبريان

جائزة كومبور شاتوبريان (بالفرنسية: Prix Combourg Chateaubriand)‏ جائزة أدبية فرنسية، أُنشأهاهريفي لوبوتان والكونتيسة لا تور دو بان فيركلوز عام 1998. تقدم الجائزة كل سنة لكاتب ذي أسلوب يعتبر استمرارية لذكرى وأعمال الفيكونت دوشاتوبريان الذي أمضى جزءا من شبابه في قصر كموبور المودجود في منطقة أيل وفيلان في فرنسا.
تقدم أكاديمية شاتوبريان هذه الجائزة كل سنة، في قاعة الحرس القديمة للقصر، بعد حفل التقديم ينشط الحائز على الجائزة ندوة صحفية في ميدياتيك لي سورس في مدينة كومبور.

## أكاديمية شاتوبريان، لجنة جائزة كومبور
تتشكل لجنة جائزة كومبور من أعضاء دائمين وحائزين سابقين على الجائزة، أول من حاز على الجائزة فيليب دي سان روبار، وهو رئيس اللجنة منذ سنة 1999.

### الأعضاء الدائمون
- كومتيسة لا تور دو بان فيركلوز
- كونت لا تور دو بان فيركلوز
- كاثرين دي كور، كاتبة
- روبير جولان، كاتب
- جيزلان دي ديسباش، مؤلف سير ذاتية
- جان دي مايستروا، كاتب
- بيرنار ديجو، مدير دار شاتوبريان
- الأبي بيرنار هودري، كاتب سير تقديسية
- جان ايف بوميير، كاتب سيرة
- رومان بارو، مؤرخ
- هيرفي لوبوتان، صحفي

## فائزون سابقون بالجائزة
- فيليب دي سان روبار، أول حائز على الجائزة ورئيس لجنة تحكيمها
- آلان فينكلكروت
- إريك زمور[3]
- جان دورميسون
- مارك فومارولي
- كريستوف باربييه
- جان-ماري روار
- فيليب دو فيلييه[4]
- مايكل أمير اليونان والدنمارك[5]

## وصلات خارجية
- قائمة الفائزين بالجائزة (بالفرنسية)